# Martine Moïse
Pour les articles homonymes, voir Moïse (homonymie).
Martine Moïse (née Joseph), née le 5 juin 1974 à Port-au-Prince est une personnalité haïtienne, Première dame d'Haïti de 2017 à 2021 en tant qu'épouse de Jovenel Moïse, président de la république d'Haïti.
En 2024, Martine Moïse est accusée de complicité dans le meurtre de Jovenel Moïse.

## Biographie

### Famille et études
Marie Étienne Martine Joseph naît à Port-au-Prince et grandit à Port-de-Paix, dans une famille où elle est la cadette de deux enfants. Elle effectue sa scolarité au collège Roger Anglade de Port-au-Prince, puis des études supérieures en entrepreneuriat à l'université Quisqueya, à partir de 1994 — c'est là qu'elle rencontre son mari.

### Carrière politique

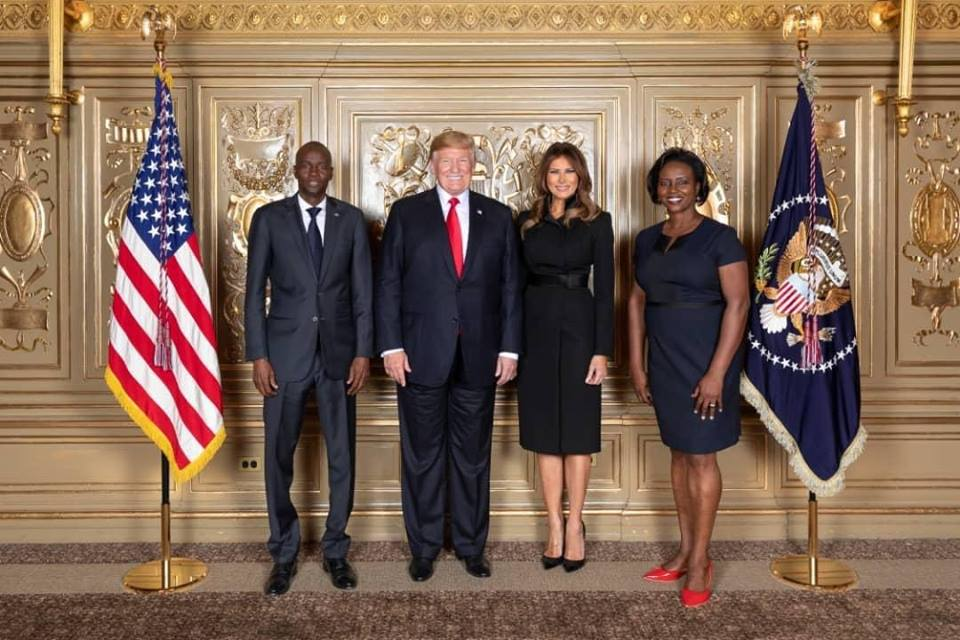
Le couple Jovenel et Martine Moïse avec le couple présidentiel américain Donald et Melania Trump (2018).

Son mari remporte l'élection présidentielle de 2015 qui se termine en novembre 2016. Elle devient Première dame de Haïti le 7 février 2017. Son rôle politique est principalement représentatif et caritatif, ce qui fait qu'elle reste « discrète mais pas effacée » de la vie politique.

### Affaire Dermalog
Face à la commission Éthique et Anti-corruption du Sénat haïtien, Jude-Jacques Élibert, président général de l’Office national d’identification, révèle qu'il faisait partie d'une délégation pour négocier le contrat avec la firme allemande, fabricante de cartes d'identité, et que la première dame en était. Le fait que ce contrat présente plusieurs irrégularités et que le gouvernement débloque 8.2 millions de dollars américains pour payer la compagnie, est considéré comme un détournement de fonds par le président de la commission Youri Latortue. L'hypothèse qu'elle se soit trouvée fortuitement « au mauvais endroit et au mauvais moment » dans le même avion que Jude-Jacques Élibert fut récusé par le président Latortue, mais le bureau de communication de Martine Moïse dément son implication.

### Assassinat de son mari
Le 7 juillet 2021, son mari, le président Jovenel Moïse, est assassiné dans leur résidence à Pétion-Ville, mettant ainsi fin au rôle de Première dame de Martine Moïse. Elle est blessée par balles lors de l'attaque, au bras et à l’abdomen. D'abord donnée pour morte, elle est hospitalisée à l'hôpital général de Port-au-Prince dans un premier temps, puis est transférée à Miami en Floride, au Jackson Memorial Hospital, d'où elle appelle via Twitter, le 11 juillet suivant, à poursuivre la « bataille » de son défunt mari.
Elle rentre en Haïti le 17 juillet 2021 pour assister aux obsèques du président assassiné. Lors des funérailles nationales du président défunt qui se déroulent le 23 juillet 2021, à Cap-Haïtien, elle prononce une déclaration en hommage à son mari, dans laquelle elle dénonce un complot et une trahison contre lui,. Elle retourne par la suite en Floride pour subir plusieurs interventions chirurgicales. Le 7 octobre suivant, Martine Moïse est auditionnée pendant plusieurs heures au parquet de Port-au-Prince, en qualité de témoin. Elle se constitue partie civile et appelle les personnes qui auraient des informations sur le dossier à se présenter devant le juge.
Le 19 février 2024, Martine Moïse est inculpée de complicité présumée dans l'assassinat de son mari. L'ancien Premier ministre Claude Joseph est également mis en examen.

## Engagements
En 2017, elle lance le programme « Konte'm Mwen Konte » à Bassin Bleu, pour « vacciner les enfants, leur attribuer un numéro d'identification nationale unique pour la vie et remettre un acte de naissance à ceux qui n'en ont pas ». Elle soutient la lutte contre le VIH, la malaria (ou paludisme), ainsi que les programmes « Ti Manman Cheri », une protection sociale envers les mères défavorisées, et « ONA Fanm », qui permet aux « femmes de démarrer ou d'agrandir leurs activités commerciales »,.

## Vie privée
Mariée avec Jovenel Moïse en 1996, elle a donné naissance à une fille et deux fils :
- Joverlein Moïse (né le 8 août 1992[16])
- Jomarlie Moïse
- Jovenel Moïse Jr.